# Ralphi – Der Schlaubär aus der Augsburger Puppenkiste
Ralphi – Der Schlaubär aus der Augsburger Puppenkiste ist ein  Fernsehprojekt der Augsburger Puppenkiste.

## Sendungen
Es stammt aus den Jahren 2005/2006 und beinhaltet 138 Folgen. In den 15-minütigen Filmbeiträgen geht der Schlaubär dabei für den Wissenskanal BR-alpha auf Entdeckungstour. Verschiedene Themen sollen dabei kindgerecht aufbereitet werden. Ralphi besucht Museen, ist auf Flüssen und Seen unterwegs sowie auf Stippvisite bei Bürgermeistern. Ausgangspunkt dabei ist stets die Puppenkiste mit den bekannten Figuren. In jeder der Sendungen wird ein Thema besprochen, vom Adventskalender bis zur Zeitung. Gerd Meyer sprach dabei die Rolle des Ralphi und Klaus Marschall übernahm den Part des in jeder Folge agierenden Kasperl.

## Inhalt
Die Rahmenhandlung der Folgen findet in der Puppenkiste statt: Kasperl steht vor einem Problem bzw. streitet er mit anderen Puppen über ein Thema. Beispielsweise behauptet in der Folge „Landesvermessung“ Kasperl's Nachbar, der Zaun zwischen ihren Gärten müsse weg, da sein Grundstück seiner Meinung nach zu knapp ausgemessen wurde.
Da ihm für das jeweilige Thema die nötige Sachkenntnis fehlt, ruft Kasperl nach Ralphi, der sich für ihn genauer informieren soll und deshalb die zuständigen Behörden oder Experten besucht. Bei diesen handelt es sich nicht um Marionetten, sondern um echte Menschen, die von Ralphi (welcher manchmal sogar passend gekleidet ist, bspw. an winterlichen Orten mit Schal und Mütze oder im Bergwerk mit Helm), direkt an ihrem Arbeitsplatz besucht und von ihm befragt werden. Ralphi beobachtet sie auch während der Arbeit und kommentiert diese.
Wenn Ralphi am Ende der Folge wieder in die Puppenkiste zurückkommt, hat sich die Situation dort meistens inzwischen auf sehr absurde Weise verändert. So stellt er z. B. am Ende der Folge „Landesvermessung“ fest, dass Kasperl den Zaun nicht nur abgerissen, sondern auch noch (zum Entsetzen des Nachbarn) durch sein Krokodil ersetzt hat.

## Adaptionen
2009 und 2010 brachte die S.A.D. Home Entertainment GmbH 5 DVD der Sendungen jeweils unter der Regie von Wolfgang Köppendörfer, der auch zu den Folgen das Drehbuch schrieb, heraus:
- Augsburger Puppenkiste – Ralphi, der Schlaubär – Teil I
- Augsburger Puppenkiste – Ralphi, der Schlaubär – Teil II
- Augsburger Puppenkiste – Ralphi, der Schlaubär – Teil III
- Augsburger Puppenkiste – Ralphi, der Schlaubär – Teil 4
- Augsburger Puppenkiste – Ralphi, der Schlaubär – Teil 5